# Tolmerus vividus
Tolmerus vividus là một loài ruồi trong họ Asilidae. Tolmerus vividus được Lehr miêu tả năm 1981. Loài này phân bố ở vùng Cổ Bắc giới.